# دانیل و آنا
دانیل و آنا (انگلیسی: Daniel & Ana) فیلمی در ژانر درام به کارگردانی میشل فرانکو است که در سال ۲۰۰۹ منتشر شد.